# Mayday
Mayday (wym. /ˈmeɪ.deɪ/) – komunikat o bezpośrednim zagrożeniu życia używany w łączności radiotelefonicznej i teleksowej; odpowiednik sygnału SOS w radiotelegrafii. Wywodzi się z francuskiego m’aider oznaczającego „pomocy”.

## Użycie
Aby zasygnalizować bezpośrednie zagrożenie życia ludzi statku powietrznego lub wodnego w komunikacji głosowej, słowo „mayday” należy wypowiedzieć trzykrotnie – „mayday, mayday, mayday”. Zwykle podaje się również znaki rozpoznawcze statku, jego pozycję i powód zgłoszenia sygnału. Używany także w lotach wahadłowców kosmicznych, kiedy narażone jest życie załogi.
Sytuacje, które usprawiedliwiają zgłoszenie tego sygnału, to między innymi konieczność opuszczenia statku (na przykład w przypadku statku powietrznego – na skutek uszkodzenia strukturalnego uniemożliwiającego bezpieczne lądowanie), eksplozja na jego pokładzie czy też zagrożenie utonięciem statku wodnego.
W przypadku istotnych awarii, które jednak nie powodują bezpośredniego zagrożenia życia, w lotnictwie i żegludze używa się sygnału pan-pan.

## Komunikat mayday w praktyce
(dialog na przykładzie jachtu morskiego)
1. Na kanale ratunkowym, czyli kanale 16. UKF trzykrotnie powtarzamy: „mayday, mayday, mayday”.
2. Następnie podajemy szczegóły wezwania, czyli kto wzywa pomocy: mayday, this is Phantasia sailing boat.
3. Podajemy pozycję: my position is... (tu należy podać odczyt GPS lub współrzędne z mapy, ewentualnie dane najbliższej pławy, latarni morskiej, znaku wodnego lub innego stałego znaku informującego o położeniu jachtu).
4. Podajemy powód nadania sygnału mayday, a także opisujemy wygląd jachtu oraz liczbę załogi.
5. Podajemy rodzaj oczekiwanej przez nas pomocy.
6. Na potwierdzenie odebrania naszego sygnału czekamy 4 minuty. Po tym czasie procedura jest powtarzana od początku.

W razie odwrócenia się złego losu należy natychmiast odwołać sygnał Mayday.
1. Wywołanie: all stations, all stations, all stations – this is Phantasia sailing boat.
2. Określenie pozycji: my position is... (podajemy współrzędne).
3. Odwołanie alarmu: cancel my distress alert of Phantasia... from (tu godzina nadania sygnału mayday).

## Historia

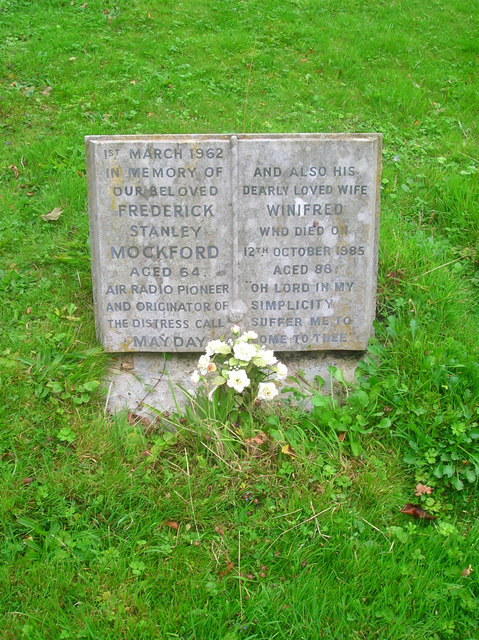
Grób Fredericka Stanleya Mockforda w Selmeston

Uważa się, że pierwszy raz „mayday” zostało użyte w 1923. Frederick Stanley Mockford (1897–1962), który wówczas pracował jako radiooficer na lotnisku Croydon w Londynie, został poproszony, aby znalazł słowo, które będzie łatwo rozumiane przez wszystkich pracowników naziemnych oraz pilotów w sytuacji zagrożenia. Ponieważ większość ruchu odbywała się pomiędzy Croydon i lotniskiem Le Bourget w Paryżu, zaproponował słowo „Mayday” opierając się na francuskim m’aider.